# Kyŏnghŏ Sŏng’u
Kyŏnghŏ Sŏngu (경허 성우 Gyeongheo Seongu, ur. 1846, zm. 25 kwietnia 1912) – koreański mistrz sŏn, odnowiciel szkoły sŏn.

## Życie
Urodził się w Chŏnju (Chadong-ri) w prow. Chŏlla, w ubogiej rodzinie. Jego świeckie nazwisko to Song Tonguk. Kiedy Kyŏnghŏ miał 8 lat zmarł jego ojciec i matka pozbawiona środków do życia udała się razem z nim do klasztoru Ch'ŏnggye, gdzie zamieszkali w 1857 r. Nauczycielem chłopca był mistrz Kyŏhŏ. Ordynację mnisią przyjął w klasztorze Ch'ŏnggye w Kwach'ŏn w prow. Kyŏnggi.
W wieku 14 lat Kyŏnghŏ zaczął pilnie studiować sutry buddyjskie oraz teksty konfucjańskie i osiągnął bardzo wysoki poziom. Jednak w 1862 r. jego nauczyciel porzucił zakon i posłał go do mistrza Manhwa.
Z polecenia swojego nauczyciela opuścił więc klasztor i udał się do wielkiego klasztoru sutr Tonghak na górę Kyeryong. Jego mistrzem został Manhwa. Tutaj osiągnął najwyższy stopień wtajemniczenia w sutry ale studiował także taoizm. Miał wtedy 23 lata. Rozpoczął wykładać naukę o sutrach buddyjskich i był tak charyzmatycznym nauczycielem, że zaczęło się wokół niego gromadzić wielu mnichów i Kyŏnghŏ stawał się sławny.
Pewnego dnia w 1879 r. postanowił odwiedzić swojego pierwszego nauczyciele Kyŏhŏ w Seulu i gdy po kilku dniach wędrówki przechodził przez małą wioskę przeraził się po zorientowaniu, że wszyscy w niej wymarli na cholerę. Rano wyraźnie zrozumiał, że nie rozumie jeszcze całej nauki Buddy i że to, co osiągnął przez studiowanie sutr jest tylko intelektualnym zrozumieniem. Powrócił więc do klasztoru, zwołał wszystkich swoich uczniów i powiedział
| Przybyliście tu wszyscy aby studiować sutry i ja was uczyłem. Ale teraz wiem, że sutry są tylko słowami Buddy. Nie są one umysłem Buddy. Chociaż opanowałem wiele sutr, nie osiągnąłem jeszcze prawdziwego zrozumienia. Nie mogę was więcej uczyć. Jeśli chcecie kontynuować naukę, jest wielu uznanych mistrzów sutr, którzy będą szczęśliwi mogąc was uczyć. Postanowiłem zrozumieć moje prawdziwe ja i nie będę nauczał, dopóki nie osiągnę oświecenia. |

Rozpoczął surowe odosobnienie medytacyjne zamknięty w swoim pokoju. Raz dziennie jedyny pozostały przy nim uczeń przynosił mu jedzenie, stawiając miskę przy drzwiach. Kyŏnghŏ przez cały czas praktykował sŏn siedząc albo leżąc i zgłębiając kongan (chiń. Koan)
Mistrz Yongun (chin. Lingyun (771-853) powiedział Zanim osioł odszedł, koń już przyszedł.
Myślał Jestem jak martwy. Jeśli nie wydostanę się poza życie i śmierć, to ślubuję nie opuścić tego pokoju. Za każdym razem, gdy czuł senność wbijał sobie w udo szydło. W ciągu trzech miesięcy takiej praktyki nie spał ani chwili.
Pewnego dnia jego uczeń podczas żebrania o jedzenie w mieście spotkał znajomego Kyŏnghŏ – pana Lee, który spytał Co porabia ostatnio twój mistrz? Uczeń odpowiedział Usilnie praktykuje. Tylko je, siedzi i leży. Pan Lee na to Jeżeli tylko je, siedzi i leży, to odrodzi się jako krowa. Młody mnich rozgniewał się Jak możesz tak mówić! Mój mistrz jest największym nauczycielem w Korei! Jestem przekonany, że po śmierci pójdzie do nieba! Pan Lee powiedział Nie w ten sposób powinieneś mi odpowiedzieć. Mnich spytał Dlaczego? Jak powinienem odpowiedzieć? Pan Lee rzekł Powiedziałbym tak: jeżeli mój nauczyciel odrodzi się jako krowa, to będzie krową bez nozdrzy. Mnich zdziwił się Krowa bez nozdrzy? Co to znaczy? Pan Lee powiedział Idź i zapytaj swojego nauczyciela.
Kiedy uczeń powrócił do klasztoru, zapukał do drzwi pokoju Kyŏnghŏ i opowiedział mu rozmowę z panem Lee. Jak tylko skończył, ku jego zdumieniu Kyŏnghŏ otworzył drzwi i z wielkimi, rozjaśnionymi oczami wyszedł z pokoju. Było to jego pierwsze oświecenie.
Przeniósł się wtedy do pustelni Ch'ŏnjang na górze Yŏnam i kontynuował praktykę. 15 października 1879 r. osiągnął wielkie oświecenie i napisał wiersz
| Usłyszałem o krowie bez nozdrzy I nagle cały wszechświat stał się moim domem. Góra Yŏnam ściele się poniżej drogi. Rolnik śpiewa po pracy. |

Wkrótce po tym poszedł do mistrza Manhwa Posŏna i otrzymał od niego przekaz Dharmy wraz z imieniem Kyŏnghŏ (Puste Lustro). W ten sposób został 75 patriarchą sŏn licząc od Buddy w tej linii przekazu.
W 1880 r. często odwiedzał swoją matkę, która żyła w klasztorze Ch'ongjang na górze Yŏnam obok miasta Sosan. Skomponował wtedy dłuższy wiersz Pieśń oświecenia. Otrzymał także potwierdzenie oświecenia (kor. inga) od mistrza Yon'ama z Ch'ongjang. W 1881 r. zastąpił tego mistrza w tym klasztorze.
W wieku 52 lat osiadł w Haein sa i zarządzał wydaniem koreańskiego kanonu buddyjskiego z tablic przechowywanych tu z czasów dynastii Koryŏ, gdyż w tym czasie, po kilkusetletnich prześladowaniach buddyzmu, nie było już żadnej jego kopii.
W 1899 r. założył towarzystwo, którego celem było prowadzenie praktyk dla osiągnięcia oświecenia. Było ono wzorowane na organizacji Samadhi i Prajñā mistrza sŏn Chinula.
W 1903 r. zniknął z publicznego życia. Osiedlił się w odległej wiosce rybackiej w prowincji Hamyong (płn. Korea). Nosił świeckie ubranie, zapuścił włosy. Uczył dzieci pisać i wynajmował się do prac w małych gospodarstwach.
25 kwietnia 1912 r. wezwał swoich uczniów Mangonga i Suwŏla aby wysłuchali jego słów
| Światło księżyca czystego umysłu Wypija wszystko na świecie. Kiedy umysł i światło znikają, Co.....to.....jest? |

I w tym momencie zmarł.

## Nauki i działalność
Koreański sŏn po kilkuset latach prześladowań był wówczas na bardzo niskim poziomie i nieustannym wysiłkom Kyŏnghŏ należy zawdzięczać jego ponowny rozwój. Gdy miał czterdzieści kilka lat odbył misjonarską podróż po całej Korei. Był to punkt zwrotny w historii koreańskiego buddyzmu. Swoim zaangażowaniem ożywił nie tylko sŏn ale cały koreański buddyzm. Prowadził nauki i praktyki m.in. w takich klasztorach jak Pomo, Sangwon, Sokwang. Wybudował halę praktyki sŏn w klasztorze Haein. Zachęcał swoich uczniów do budowania świątyń w miastach i miasteczkach i sam wybudował kilka. Prowadził wędrowny styl życia, przenosząc się z miejsca na miejsce i wszędzie przyciągał ludzi.
Wychował pięciu wybitnych mistrzów sŏn: Yongsonga (1864–1940), Hanama Chungwŏna (1876–1951), Hyewŏla Haemyonga (1861–1937), Suwŏla (1855–1928) i Mangonga Wŏlmyŏna (1872–1946). Ostatnia trójka zyskała sobie miano Trzech księżyców Kyŏnghŏ (wŏl oznacza księżyc).
Był koreańskim mistrzem sŏn, a więc propagował typową i wręcz ortodoksyjną w koreańskim sŏnie praktykę konganową hwadu. Jednak śladem najwybitniejszych mistrzów koreańskich – Chinula, T'aego Poŭ, Sosana Taesy i innych, nie ograniczał praktyki tylko do siedzenia w medytacji i introspekcji konganu. Wykazywał bardzo silne tendencje do zjednoczenia szkoły sŏn ze szkołami doktrynalnymi. Dlatego śpiewanie sutr, recytowanie mantr traktował na równi z medytacją.
Poza tym, że wygłaszał mowy Dharmy, przeprowadzał także rozmowy z ludźmi i odpowiadał na wszelkie pytania.
Był także wybitnym poetą (pseud. Nanju) i kaligrafem.
Jego wskazówki dla praktykujących są do dziś wykorzystywane i szanowane w kręgach koreańskiego sŏnu.

## Dzieła
- Sŏnmun chwaryo (Zasadnicze mowy domu sŏn) (ok. 1900) – zbiór mów i nauk chińskich i koreańskich mistrzów
- Zebrane dzieła Kyŏnghŏ (1942) – po śmierci Kyŏnghŏ mistrz Mangong zebrał jego prace znajdujące się w świątyniach i klasztorach na terenie całej Korei
- Mowy Dharmy mistrza Kyŏnghŏ (1981) – najpełniejszy zbiór

## Linia przekazu Dharmy
zobacz:
- Mangong Wŏlmyŏn